# 第8飛行隊 (陸上自衛隊)
第8飛行隊（だいはちひこうたい）は、陸上自衛隊高遊原分屯地（熊本県 上益城郡 益城町）に駐屯する第8師団隷下の航空科（ヘリコプター）部隊である。

## 概要
隊長は、2等陸佐が充てられ、あさぎの大隊旗を使用する。第8師団の唯一、航空機（ヘリコプター）を保有する部隊で西部方面隊直轄の西部方面航空隊とともに高遊原分屯地に駐屯する。また、師団飛行隊で唯一「UH-60JA」を装備する。

## 沿革
- 1962年（昭和37年）1月18日：西部方面航空隊の隷下部隊として第8飛行隊が目達原駐屯地に新編。
- 1971年（昭和46年）4月20日：第8飛行隊が目達原駐屯地から高遊原分屯地へ移駐。
- 1996年（平成06年）3月28日：第8飛行隊が第8師団隷下の部隊となる。
- 2023年（令和05年）4月6日：第8師団長の坂本雄一陸将ら10人を乗せ偵察任務飛行を行っていたUH-60JAが宮古島北西の洋上でレーダーから消え、消息を絶った[1][2]。

## 部隊編成
- 第8飛行隊本部
- 飛行班
- 整備班
- 通信班

車両表示は、「8飛」。

## 主要装備
- UH-60JA